# Caboclo d'água
Il caboclo d'água è una creatura leggendaria del folclore brasiliano.
È descritto come un essere di forma umana, tarchiato e muscoloso, agile in acqua, dotato di un solo occhio. Vive nel Rio São Francisco ed è in grado di rovesciare le imbarcazioni. Per ingraziarselo, pescatori e barcaioli, buttano in acqua del tabacco.